# Tchads nationale museum
Tchads nationale museum (Musee National N'Djamena) er nationalmuseet i Tchad og er placeret i hovedstaden N'Djamena.
| Bygning eller seværdighed | Spire Denne artikel om en bygning, et bygningsværk eller en seværdighed er en spire som bør udbygges. Du er velkommen til at hjælpe Wikipedia ved at udvide den. |

12°07′32″N 15°04′39″Ø / 12.12543°N 15.07743°Ø